# 藤井英雄
藤井 英雄（ふじい ひでお、1976年11月1日 - ）は、日本の実業家。楽天マート株式会社取締役副社長等を経て、2020年6月から中村利江の後任として株式会社出前館の代表取締役社長CEO。2021年3月からは武藤友木子らと新設された一般社団法人日本フードデリバリーサービス協会の理事。

## 経歴
- 1976年11月 - 北海道出身、父は札幌市で縫製工場を経営[4]
- 1999年3月 - 北海道札幌北陵高等学校を経て、北海道教育大学卒業[4][5]
- 1999年株式会社マイカル北海道入社
- 2006年6月 - 楽天株式会社入社[6]
- 2011年5月 - 同社企画部マーチャント戦略グループマネージャー
- 2012年5月 - 同社企画部フード・ドリンク戦略グループマネージャー
- 2014年3月 - 同社国際部国際調査戦略グループマネージャー
- 2015年5月 - 楽天マート株式会社 取締役副社長[6]
- 2016年10月 - LINE株式会社入社（コマース事業責任者）[6]
- 2017年5月 - 同社執行役員[6]
- 2017年11月 - 株式会社出前館 取締役
- 2018年8月 - 株式会社ベンチャーリパブリック 社外取締役
- 2019年2月 - LINE株式会社 O2Oカンパニー CEO
- 2020年6月 - 株式会社出前館 代表取締役社長（現任）[6]
- 2020年10月 - 株式会社くるめし取締役（現任）[6]
- 2021年3月 - 一般社団法人日本フードデリバリーサービス協会（JaFDA）理事（現任）[7][3]

## 出演

### 新聞
- 学生新聞[8]